# Dragoneutes baculus
Dragoneutes baculus är en skalbaggsart som först beskrevs av Pierre Émile Gounelle 1913.  Dragoneutes baculus ingår i släktet Dragoneutes och familjen långhorningar.
Artens utbredningsområde är Paraguay. Inga underarter finns listade i Catalogue of Life.